# Clubiona achilles
Clubiona achilles este o specie de păianjeni din genul Clubiona, familia Clubionidae, descrisă de Hogg, 1896. Conform Catalogue of Life specia Clubiona achilles nu are subspecii cunoscute.